# Lekkoatletyka na Letnich Igrzyskach Paraolimpijskich 2012 – 400 metrów T52 mężczyzn
W biegu na 400 metrów kl. T52 mężczyzn podczas Letnich Igrzysk Paraolimpijskich 2012 rywalizowało ze sobą 11 zawodników. W konkursie udział wzięli sportowcy z uszkodzonym rdzeniem kręgowym, posiadający minimalną kontrolę nad tułowiem i nogami bądź tej kontroli pozbawieni.

## Wyniki

### Eliminacje
Bieg 1
| Poz. | Zawodnik                       | Narodowość        | Rezultat | Uwagi |
| ---- | ------------------------------ | ----------------- | -------- | ----- |
| 1    | Tomoya Ito                     | Japonia           | 1:00,80  | Q     |
| 2    | Hirokazu Ueyonabaru            | Japonia           | 1:03,64  | Q     |
| 3    | Beat Boesch                    | Szwajcaria        | 1:04,83  | Q     |
| 4    | Josh Roberts                   | Stany Zjednoczone | 1:04,95  | q     |
| 5    | Peth Rungsri                   | Tajlandia         | 1:06,74  | q     |
|      | Leonardo De Jesus Perez Juarez | Meksyk            | DQ       |       |

Bieg 2
| Poz. | Zawodnik                     | Narodowość        | Rezultat | Uwagi |
| ---- | ---------------------------- | ----------------- | -------- | ----- |
| 1    | Raymond Martin               | Stany Zjednoczone | 1:00,33  | Q     |
| 2    | Thomas Geierspichler         | Austria           | 1:05,72  | Q     |
| 3    | Paul Nitz                    | Stany Zjednoczone | 1:11,12  | Q     |
|      | Salvador Hernandez Mondragon | Meksyk            | DQ       |       |
|      | Toshihiro Takada             | Japonia           | DQ       |       |

### Finał
| Poz. | Zawodnik             | Narodowość        | Rezultat | Uwagi |
| ---- | -------------------- | ----------------- | -------- | ----- |
| 1    | Raymond Martin       | Stany Zjednoczone | 58,54    |       |
| 2    | Tomoya Ito           | Japonia           | 1:00,40  |       |
| 3    | Thomas Geierspichler | Austria           | 1:04,64  |       |
| 4    | Josh Roberts         | Stany Zjednoczone | 1:05,76  |       |
| 5    | Peth Rungsri         | Tajlandia         | 1:06,46  |       |
| 6    | Beat Boesch          | Szwajcaria        | 1:07,72  |       |
| 7    | Paul Nitz            | Stany Zjednoczone | 1:15,15  |       |
|      | Hirokazu Ueyonabaru  | Japonia           | DQ       |       |